# 3924 Birch
3924 Birch (1977 CU) là một tiểu hành tinh vành đai chính được phát hiện ngày 11 tháng 2 năm 1977 bởi Bowell, E. ở Palomar.